# Бой калек
Бой калек (англ. Cripple Fight) — третий эпизод 5-го сезона мультсериала «Южный парк», его премьера состоялась 27 июня 2001 года.

## Сюжет
Стюарт Маккормик и Рэнди Марш отвозят Тимми, Картмана, Стэна и Кенни в лагерь скаутов. В лагере мальчики встречают Баттерса. Большой Эл-гомосек становится вожатым у скаутов. Стюарт не хочет, чтобы вожатым у мальчиков был гомосексуал.
В лагере кроме Тимми есть другой физически неполноценный — Джимми Волмер. Джимми рассказывает всякие смешные шутки, и Баттерс называет его «самым прикольным инвалидом на свете». По дороге домой Стэн сорится с Картманом и называет его «поросёнком». Стюарт и Ренди возмущены, и Рэнди требует, чтобы Стэн немедленно назвал Картмана «говнюком». Они подают жалобу в скаутский совет по поводу того, что вожатый Эл — гей и что это может повлиять на детей. Его исключают за это, согласно кодексу скаутов. Новым вожатым становится суровый и мужественный мистер Грейзер. Но оказывается, что он педофил. Грейзер фотографирует мальчиков голыми и угрожает им если они расскажут об этом родителям.
Тимми ревнует друзей к другому физически неполноценному — Джимми и старается избавиться от него. Тимми дарит ему парку Кенни, которая приносит Джимми несчастье и хотя его жизнь несколько раз оказывается под угрозой, он не замечает этого и избегает всех опасностей.
Мальчики возненавидели нового вожатого и хотят вернуть Эла. Они организовывают гражданское движение за разрешения геям быть вожатыми скаутами.
Тимми, злой на Джимми за его популярность, затевает драку с ним, что очень радует Картмана.
В конце концов скаутский совет под давлением общественности и спонсоров соглашается снять запрет на гомосексуальных вожатых. Но Эл отказывается, говоря, что он любит быть скаутским вожатым, но скауты это частная организация и они сами должны дойти до равенства людей независимо от ориентации, а не быть вынуждены это сделать. Совет оставляет запрет в силе.
Тимми и Джимми становятся друзьями, но Тимми всё-таки добивается исключения Джимми из скаутов, отфотошопив фотографию двух геев, прикрепив к лицу одного из них изображение Джимми.

## Персонажи
В этом эпизоде впервые появляется Джимми.

## Смерть Кенни
Во время речи правозащитницы, Кенни хватает и утаскивает огромный орёл. Но на последних кадрах его хорошо видно в скаутском лагере между Стэном и Картманом.

## Пародии
- Сцена драки Тимми и Джимми вплоть до деталей[1] скопирована с драки между Нада и Фрэнком в фильме 1988 года «Чужие среди нас».
- Сцена прогулки Джимми после получения парки (которая является полной копией парки Кенни) пародирует смерти Кенни — на него падающий сейф промахивается, ужасная авария происходит буквально через мгновение после перехода Джимми через дорогу, его пытаются расстрелять с балкона Джимбо и Нед, он чуть не сгорает, его почти что перебегает толпа коров, шаттл падает в паре метров от него. Большая часть таких смертей принадлежала Кенни.

## Факты
- Во время представления Джимми скаутам на столе Эла-гомосека появляются кубки и награды, хотя до и после этой сцены на столе ничего нет.
- Перед началом драки Картман забегает в католическую церковь, а там по правому ряду от входа, во втором ряду сидели родители Кайла. Хотя известно что они иудеи.
- Сам Кайл в эпизоде не появляется.
- Тимми дарит Джимми куртку Кенни, в надежде на то, что он погибнет от несчастного случая. В 14 сезоне выяснится, что друзья Кенни не знают того, что он постоянно погибает, но об этом потом никто не помнит. Получается, что Тимми (помимо Картмана) единственный, кто знает, что Кенни постоянно гибнет.
- Репортёр рассказывающий о митинге у супермаркета говорит, что: «5 отважных мальчишек устроили митинг…», хотя мальчиков 6.